# Hot 101 FM
Hot 101 FM var en närradiostation som sändes från Upplands Bro utanför Stockholm på frekvensen 101,0.
Stationen var en av många som började sända reklam innan det var tillåtet i Sverige och hade många olika namn under åren. UBC Radio, Hot FM och innan den lades ner helt, Club 101. 
Stationen har fostrat många mer eller mindre kända svenska radioprofiler som Stefan Eriksson, Micke Svensson, Jörgen Eklöf aka DJ Jazon, Johan "Svengberg" Engberg, Peter Miljateig med flera.